# Mycetia paniculiformis
Mycetia paniculiformis är en måreväxtart som beskrevs av Nobuyuki Fukuoka. Mycetia paniculiformis ingår i släktet Mycetia och familjen måreväxter. Inga underarter finns listade i Catalogue of Life.